# Astragalus langtangensis
Astragalus langtangensis — вид квіткових рослин з родини бобових (Fabaceae). Ареал охоплює такі країни: Індія, Непал.

## Середовище
Висота: 3500–4000 метрів. Це чагарник, який був зареєстрований у районах субальпійських хвойних лісів, а також на альпійських чагарниках і луках у гімалайських долинах. Основні загрози для цього виду невідомі.